# Joseph Gincomo Ferari

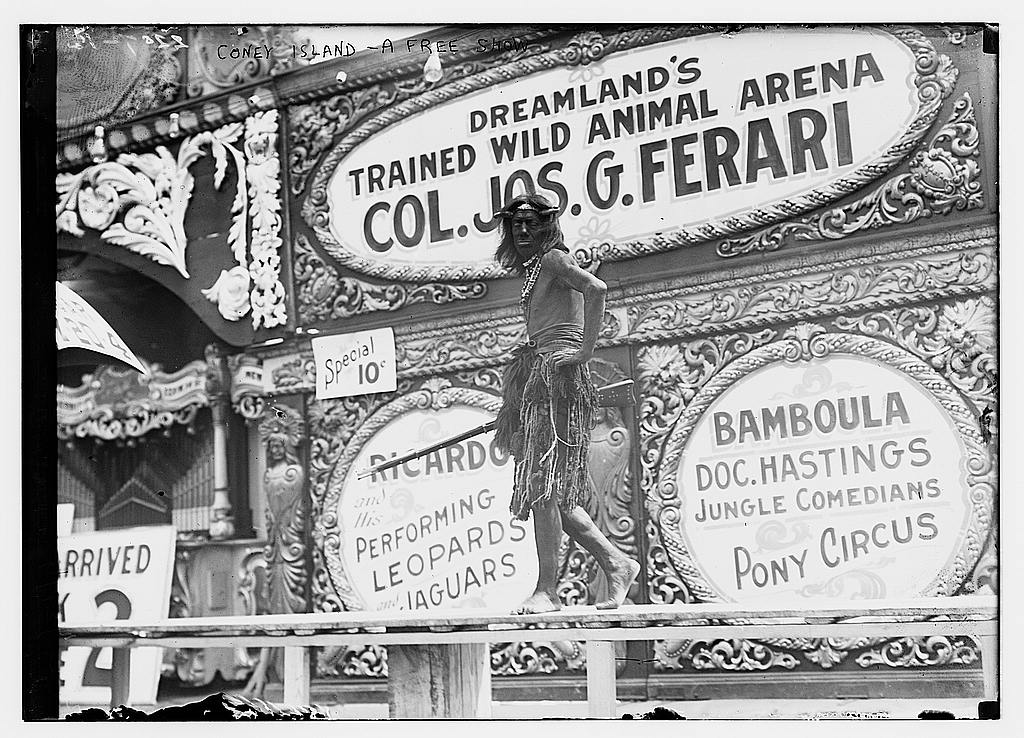
Exposición de Joseph G. Ferari en el Trained Wild Animal Arena de Dreamland en 1911

Joseph Giacomo Ferari (4 de enero de 1868 - 11 de mayo de 1953) fue un domador de leones y propietario de un circo en Dreamland en Coney Island.

## Biografía
Nació el 4 de enero de 1868 o el 14 de enero de 1868 en Leeds, Inglaterra. Tenía un hermano, Francis Ferari (1862-1914), también domador de leones. Joseph murió el 11 de mayo de 1953 en Port Richmond, Nueva York, en Staten Island.